# Allarp (Klippan)
Allarp is een plaats in de gemeente Klippan in het Zweedse landschap Skåne en de provincie Skåne län. De plaats heeft 95 inwoners (2005) en een oppervlakte van 40 hectare. Allarp wordt omsloten door zowel bos als landbouwgrond. In de vuurt ligt het nationaal park Söderåsen. De dichtstbijzijnde redelijk grote plaats (meer dan 1000 inwoners) is Ljungbyhed ongeveer vijf kilometer ten noorden van het dorp. Er ligt een kleine camping in de plaats en de bebouwing bestaat er voornamelijk uit vrijstaande huizen.
Klippan · Ljungbyhed · Östra Ljungby · Stidsvig · Klippans bruk · Krika · Riseberga · Allarp · Skäralid · Källna · Tornsborg · Färingtofta · Bonnarp · Gråmanstorp · Forsby